# Théo Touvet
Théo Touvet, né en 1987, est un artiste de cirque, comédien, danseur et scientifique français.
Après une formation scientifique en mécanique des fluides et en dynamique climatique à l'École normale supérieure de Lyon et à Polytechnique qui l'amènent à suivre des programmes de recherches au sein du MIT et de la NASA, il se reconvertit en artiste de cirque spécialiste de la roue Cyr.

## Biographie

### Enfance
À l'âge de 4 ans, il développe un intérêt pour le cirque en découvrant le Cirque Plume, dont les fondateurs Pierre et Bernard Kudlak sont des amis proches de ses parents, et commence par pratiquer l'illusionisme. À l'âge de sept ans, il commence une formation en musique classique (trombone à coulisse) pendant douze années jusqu'au cycle supérieur du conservatoire de Besançon puis, dès l'âge de quinze ans, en danse contemporaine au conservatoire de Lyon. Il pratique également la gymnastique à partir de ses huit ans et pendant dix ans.

### Formation scientifique
Après un baccalauréat scientifique mention très bien en 2005 puis une licence de physique à l'École Normale Supérieure (ENS) de Lyon, il étudie les sciences du climat à l'Indian Institute of Science et obtient un Master en mécanique à l'École Polytechnique. Il est plus particulièrement spécialisé en mécanique des fluides et en dynamique climatique. Il effectue ensuite des recherches au Massachusetts Institute of Technology (MIT) en 2010 et à la NASA au sein du Jet Propulsion Laboratory en 2011 sur les interactions entre océan et glace

### Formation en cirque
Il met un terme à sa carrière scientifique après avoir refusé le poste que la NASA lui avait proposé à la fin de son stage, pour intégrer en 2011 l'École Nationale des Arts du Cirque de Rosny-Sous-Bois où il se spécialise en roue Cyr, puis, en 2012, la promotion 27 du Centre national des arts du cirque de Châlons-en-Champagne dont il sort en 2015-2016. Il entre au Conservatoire national supérieur d’Art Dramatique en 2013 pour se perfectionner en jeu d'acteur.

### Vie privée
Il est le compagnon de la danseuse et chorégraphe japonaise Kaori Ito, avec qui il a fils prénommé Sola né en 2017.

## Théâtre
- 2015 : Existe en ciel de Théo Touvet
- 2015 : Les Glaciers grondants texte et mise en scène de David Lescot, coproduction Compagnie du Kaïros, Théâtre de la Ville-Paris, la Filature-scène nationale de Mulhouse, Comédie de Caen - CDN de Normandie
- 2016 : L'Infiniment dedans de Christine Bastin
- 2017 : Embrase-moi de Kaori Ito et Théo Touvet
- 2019 : A Midsummer Night's Dream d'Irina Brook, Opéra d'État de Vienne : Puck
- 2021 : Le Grand dégenrement de Blaise Merlin

## Télévision
- Un père coupable, téléfilm de Caroline Huppert